# Mnemosyne kedaha
Mnemosyne kedaha är en insektsart som beskrevs av Van Stalle 1988. Mnemosyne kedaha ingår i släktet Mnemosyne och familjen kilstritar. Inga underarter finns listade i Catalogue of Life.